# Basilica (Ostia - I,II,3)
La Basilica (I, II, 3), o cosiddetta Basilica associata all' Aula del Buon Pastore (I, II, 4), si trova nella Regio I della città romana di Ostia.

## Descrizione
L'edificio, sorto all'interno dell'originario Castrum repupplicano di fronte al Foro della Statua Eroica dal quale era separato dal decumano, fu costruito nel II secolo d.C., e indagato una prima volta da Roberto Paribeni negli anni della Prima Guerra Mondiale.
La sala basilicale è divisa in due navate da pilastri in mattoni; la navata sinistra è più ampia e termina sul lato settentrionale con un muro absidale in opus mixtum. A sinistra di questa navata c'è il corridoio che conduce alla cosiddetta Aula del Buon Pastore. Nelle zona nord orientale dell'edificio, si trovano una stanza con delle scale che portavano al piano superiore, e una latrina.

## Iscrizioni
Durante gli scavi del 1951 nell'edificio è stata trovata una targa di marmo con iscrizione, risalente al regno di Gordiano III;
```
in
 
latino
 
IMP(eratori) CAES(ari) M(arco) ANTONIO GORDIANO PIO FELICI AVG(usto) CORP(us) TR(aiectus) LVCVL(li)
, "All'imperatore Cesare Marco Antonio Gordiano, pio, felice, Augusto, la gilda del Crocevia di Lucullo"
```

Questa dedica ha fatto supporre che la basilica fosse la sede colleggiale del corpus dei lenuncularii traiectus Luculli, corporazione degli addetti al traghetto di Lucullo, uno dei traghetti che permettevano di passare il Tevere, in mancanza di ponti ad Ostia. L'attribuzione non è accettata da quanti ritengono che l'edificio fosse di modeste dimensioni per una grande corporazione come quella dei battelieri del traiectus Luculli.
Sempre dalla Basilica proviene anche una lastra marmorea con dedica a Publio Aufidio Fortis, della tribù Quirina, patrono della colonia:
```
in
 
latino
 
P(ublio) AVFIDIO P(ubli) FIL(io) QVIR(ina) FORTI AVFIDI FORTIS P(atroni) C(oloniae) FIL(io) IIVIR(o) Q(uaestori) AEDIL(i) FLAM(ini) ROMAE ET AVG(usti) FLAM(ini) DIVI TITI FAVSTIANVS EPICTETVS EVPHROSYNVS  ANVARIVS LIBERTI
, "A Publio Aufidio Fortis della tribù Quirina, figlio di Publio Aufidio Fortis, patrono della colonia, sindaco, questore, edile,sacerdote di Roma e di Augusto, sacerdote del divinizzato Tito, Faustiano, Epitteto, Eufrosino, Ianuarius, i suoi liberti."
```